# Русе (аэропорт)
Аэропорт Русе (ИАТА: ROU, ИКАО: LBRS) (болг. Летище Русе) ― бывший военный и пассажирский аэропорт, расположенный в 20 км к югу от города Русе, Болгария. По состоянию на конец 2016 года закрыт, но тем не менее располагает лицензией на работу с малыми пассажирскими и грузовыми воздушными судами.

## История
Аэропорт был основан в 1967 году как учебный полигон для летчиков ВВС Болгарии. Имел название 11-я авиабаза «Штрыклево» и был оснащён самолётами Aero L-29 Delfin. Использовался государственной авиакомпанией «Балкан» для внутренних рейсов в аэропорт София. После падения коммунистического режима в Болгарии внутренние рейсы были признаны невыгодными, государственное финансирование прекратилось. Аэропорт служил в качестве тренировочной базы до 1998 года, после она была расформирована.

## Развитие
Правительство Болгарии решило предоставить концессию на некоторые из своих международных аэропортов, но первая процедура в конце 2007 года не увенчалась успехом, хотя и был проявлен интерес со стороны швейцарских инвесторов Фердинанд Приси и болгарской компании Приста Ойл. Правительство решило сделать новую ставку для аэропорта и новый конкурс должен был состояться в середине декабря 2007 года, но затем тендер был отложен на неопределённый срок.
В середине октября 2014 года Министерство транспорта приняло решение о предоставлении аэропорта Русе в собственность муниципалитета. Идея была одобрена муниципальным советом и соответствующее соглашение было заключено в ноябре 2014 года.
Болгарское правительство передало право собственности на недвижимость в селе Штрыклево, а также свою долю в аэропорту Русе муниципалитету 17 декабря 2014. Юридическая процедура была завершена 4 февраля 2015 года. На данный момент аэропорт официально принадлежит муниципалитету Русе.